# Tanggungan (Gudo)
Tanggungan is een bestuurslaag in het regentschap Jombang van de provincie Oost-Java, Indonesië. Tanggungan telt 3083 inwoners (volkstelling 2010).